# Walraven III van Brederode
Walraven III van Brederode (1547-1614) was de 14e heer van Brederode en lid van de Raad van State.
Hij was een zoon van Reinoud IV van Brederode en Margaretha van Doerne, en kleinzoon van Everard van Doerne.
Hij werd in 1586 door de graaf van Leicester in de Raad van State benoemd. Hij verzette zich tegen dezelfde graaf omtrent het oprichten van de "Kamer van Geldmiddelen" en de aanstelling van Jacob Reingoudt tot thesaurier-generaal. In 1594 werd hij met Jacob Valke als 'delegatieleider' met vele edelen naar Schotland gestuurd. Hij was daar uit de naam der Staten dooppeter van de oudste zoon van koning Jacobus VI. Toen die koning in 1603 de Engelse troon beklom ging Brederode, met prins Frederik Hendrik, Johan van Oldenbarnevelt en Jakob Valke, erheen om hem als zodanig te begroeten en hem voor de staat te winnen. In het volgende jaar werd hij met Cornelis van der Myle en Jakob van Maldere in statelijk gezantschap naar Frankrijk gezonden.
Hij overleed in 1614 en was gehuwd met Gulielma van Haeften, bij wie hij geen kinderen verwekte. Zijn neef Walraven volgde hem op als 15e heer van Brederode. Volgens de archieven van Kasteel van Kenilworth bezit Robert Dudley een portret van de "heer van Brederode" in 1583.